# Мириды
Мири́ды — класс пульсирующих переменных звёзд, названный по имени звезды Мира (Омикрон Кита). К этому классу относятся звёзды поздних спектральных классов Me, Ce, Se (буква e означает наличие эмиссионных линий водорода в спектре) с изменениями блеска от 2,5 до 11 звёздных величин в видимом диапазоне. Амплитуда вариаций в ИК-диапазоне, как правило, меньше 2,5 и в K-диапазоне даже не превышает 0,9. Период их пульсации может составлять от 80 до 1000 дней.
Мириды — красные гиганты, находящиеся на конечных этапах звёздной эволюции, которые в течение нескольких миллионов лет сбрасывают свою внешнюю оболочку и превращаются в белые карлики. Источником энергии мирид, как и многих других красных гигантов, является в основном термоядерное горение гелия в ядре с участием слоевого горения водорода в оболочке ядра (в отличие от звёзд главной последовательности, получающих энергию от превращения водорода в гелий в ядре). На диаграмме Герцшпрунга — Рассела мириды находятся на асимптотической ветви гигантов. Мириды спектрального класса M содержат в фотосферах больше кислорода, чем углерода; у мирид класса S это отношение примерно одинаково, у мирид класса C (углеродных звёзд) отношение C/O больше единицы. В спектрах проявляются признаки ударных волн и быстрого движения газа в фотосфере (доплеровский сдвиг).
Полагают, что масса мирид не превышает двух солнечных масс, однако их светимость в тысячи раз больше солнечной из-за расширенной внешней оболочки, имеющей радиус в 200—300 раз больше радиуса Солнца. Считается, что пульсация мирид обусловлена периодическим сжатием и расширением этих звезд. Это вызывает изменения радиуса и температуры, что приводит к вариации светимости. Мириды быстро теряют массу, со скоростью порядка 10−6M⊙ в год, благодаря чему продолжительность их существования в этом классе звёзд не превышает нескольких миллионов лет. Они играют большую роль в химической эволюции галактик, обогащая межзвёздную среду тяжёлыми элементами. Некоторые из них теряют газ постепенно, в то время как другие на определённом этапе резко сбрасывают внешнюю оболочку, образуя планетарные туманности. После окончательного сброса оболочки на месте мириды остаётся её гелиевое ядро — белый карлик.
Ранние модели мирид предполагали, что звезда остаётся сферически-симметричной в течение процесса пульсации (в основном, это помогало сократить расчёты при компьютерном моделировании). Недавний обзор мирид показал, что 75% систем с миридами, которые удалось разрешить на телескопе  IOTA, не являются сферически-симметричными, что согласуется с предыдущими наблюдениями отдельных мирид, поэтому необходимо моделировать трёхмерную структуру на суперкомпьютерах.
Например, у многих звезд, таких как R Зайца, в спектре преобладает углерод, что свидетельствует о переносе вещества из ядра на поверхность. Это вещество часто формирует пылевой покров, который делает звезду то тусклее, то ярче.
Мириды могут быть богаты кислородом или углеродом. Богатые углеродом звёзды, такие как R Зайца, возникают лишь в узком наборе условий, при которых прекращается характерная для звёзд асимптотической ветви гигантов тенденция поддержания избыточного количества кислорода над углеродом из-за перемешивания вещества. В пульсирующих звёздах асимптотической ветви гигантов, таких как Мира, ядерные реакции протекают в чередующихся слоевых источниках из водорода и гелия, при которых происходит периодическое глубокое перемешивание. При этом углерод из оболочки, где горит гелий, переносится на поверхность, что и формирует углеродную звезду. Однако в звёздах с массой более 4M⊙ происходит режим реакций, при котором нижние области конвективной зоны достаточно горячие для CNO-цикла, в котором большая часть углерода разрушается еще до того, как достигнет поверхности. Таким образом, более массивные звёзды не могут стать богатыми углеродом.
Мириды быстро теряют массу, это вещество часто формирует пылевые оболочки вокруг звезды. В некоторых случаях условия оказываются удачными для формирования мазерного источника.
Небольшое количество мирид, по-видимому, меняет период пульсации с течением времени: период растет или уменьшается на значительную долю (до коэффициента 3) в течение нескольких десятилетий или нескольких веков. Считается, что этот эффект является следствием  тепловых пульсаций, при которых гелиевая оболочка повторно запускает реакции в водородном слоевом источнике. При этом меняется структура звезды, что и даёт изменение периода. Вероятно, такой процесс будет характерным для всех мирид, но относительно небольшая продолжительность тепловых импульсов (несколько тысяч лет) по сравнению со временем жизни на асимптотической ветви гигантов (менее миллиона лет), поэтому стадию теплового импульса мы видим лишь у нескольких мирид из известных нескольких тысяч. Возможно, такая стадия наблюдается у R Гидры. Большинство мирид демонстрируют медленные изменения периода от цикла к циклу, вероятно, возникающие вследствие нелинейного поведения оболочки звезды, включая отклонения от сферической симметрии.
Мириды с периодом менее 200 дней имеют симметричную кривую блеска (время нарастания и затухания блеска примерно одинаково) и небольшую амплитуду. С ростом периода амплитуда увеличивается и скорость нарастания блеска становится больше, чем скорость затухания, на кривой нарастания появляются «ступеньки».
Мириды являются популярными объектами наблюдения астрономов-любителей из-за изменения их светимости. Некоторые мириды, включая саму Миру, наблюдаются уже более века.

## Планетные системы
На 2022 год только у одной мириды — R Льва — обнаружена планетная система, причём неподтверждённая. Однако мириды являются потенциальными обладателями планет из-за того, что это старые звёзды, проэволюционировавшие из обычных звёзд главной последовательности. Следовательно, не менее трети мирид имеют планеты, а возможно, и сверхпланеты (коричневые карлики).